# Șapovalivka, Borzna
Șapovalivka (în ucraineană Шаповалівка) este o comună în raionul Borzna, regiunea Cernihiv, Ucraina, formată numai din satul de reședință.

## Demografie
Componența lingvistică a comunei Șapovalivka
     Ucraineană (98,33%)
     Rusă (1,27%)
     Alte limbi (0,26%)
Conform recensământului din 2001, majoritatea populației comunei Șapovalivka era vorbitoare de ucraineană (98,33%), existând în minoritate și vorbitori de rusă (1,27%).